# Maître M. S.
Le Maître M. S. est un peintre anonyme hongrois, actif entre 1500 et 1510. Il doit son nom au monogramme M + S dont il marquait ses œuvres.

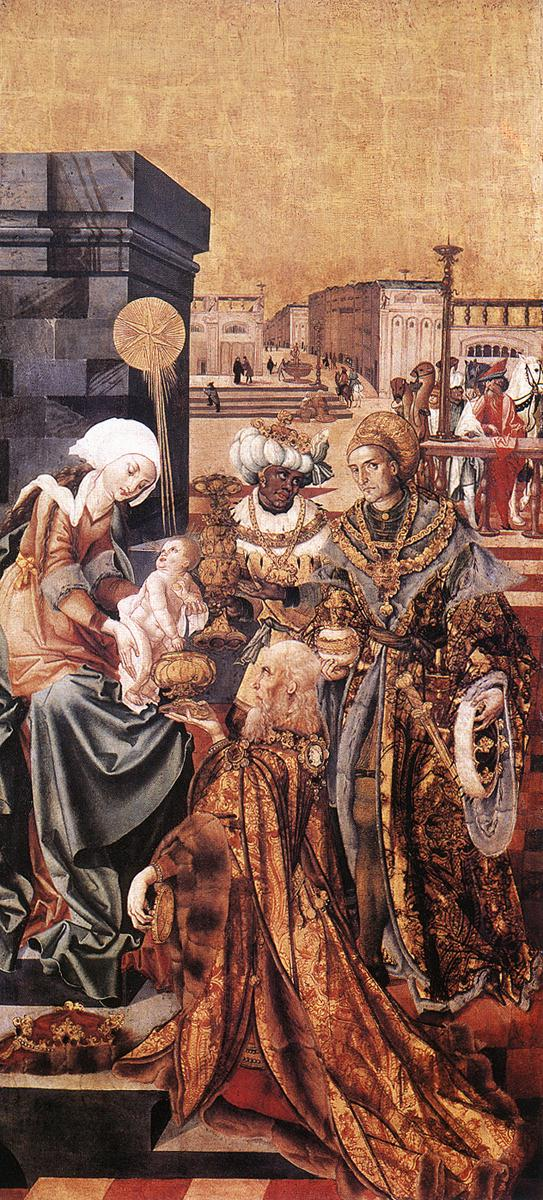
L'Adoration des mages, palais des Beaux-Arts de Lille.

## Biographie
Sa seule œuvre connue, s'il n'est pas identifié à un autre peintre de l'époque, est un grand retable en huit panneaux qui ornait le maître-autel de l'ancienne église de la Vierge Marie (Mária-templom / Kostol Nanebovzatia Panny Márie) à Selmecbánya, l'une des plus riches villes minières de Haute-Hongrie (aujourd'hui Banská Štiavnica en Slovaquie) ; il a probablement aussi conçu les sculptures qui faisaient partie de l'autel. Seuls sept de ces panneaux, à présent dispersés, nous sont parvenus.
L'historiographie de l'art allemande a en général essayé de l'identifier au peintre d'Augsbourg Jörg Breu l'Ancien. Il a également pu être identifié au Maître M. Z., dont les 22 gravures et 3 dessins qui nous sont restés (à Berlin, Nuremberg et Munich) montrent un style proche et la même influence surtout italienne, allemande et des Pays-Bas ; dans cette hypothèse, ce peintre, même s'il connaissait et utilisait les œuvres graphiques du jeune Dürer, était plus âgé que celui-ci et probablement né dans les années 1450, et avait brièvement séjourné en Italie en 1500, année sainte de pèlerinage à Rome : ses gravures auraient été faites après son voyage, et les panneaux de Selmecbánya seraient ses œuvres principales tardives. Ces identifications reposent sur le fait qu'aucun artiste identifiable à ce peintre ne vivait dans les villes minières de Hongrie, et que le maître-autel de Selmecbánya n'a donc pas été peint sur place.
Cependant, une charte de 1507 de Selmecbánya découverte plus récemment mentionne un peintre nommé Sebestyén, probablement identique à M. S. qui aurait alors été un maître des villes minières.
Dans la notice de La Visitation conservée à Budapest, Györgyi Poszler indique que le maître M. S. pourrait éventuellement être un certain Marten Swarcz (Martin Schwartz), collaborateur de Veit Stoss à Cracovie.

## Style
Son style qui combine profondeur dramatique et formation décorative colorée s'apparente à celui de Dürer, de l'école du Danube, de J. Breu et surtout de Grünewald, et aussi à celui des peintres flamands de la fin du XVe siècle.

## Œuvres attribuées
Les peintures de Selmecbánya ornaient la partie extérieure des vantaux de 3 mètres et demi de haut d'un maître-autel de 5 mètres de large ; ces tableaux étaient donc exposés à la vue des fidèles quand l'autel était en position fermée. La rangée supérieure était faite de quatre événements joyeux de la vie de Jésus :
- L'Annonciation (Angyali üdvözlet), aujourd'hui perdue,
- La Visitation (Mária és Erzsébet találkozása), aujourd'hui au musée des Beaux-Arts de Budapest,
- La Nativité, aujourd'hui à l'église de Svätý Anton, Slovaquie,
- L'Adoration des mages, aujourd'hui au palais des Beaux-Arts de Lille (depuis la fin du XIXe siècle),

et la rangée inférieure, de quatre épisodes de sa Passion, tous aujourd'hui au musée chrétien (en) d'Esztergom :
- Le Mont des Oliviers (Krisztus az Olajfák hegyén),
- Le Portement de croix (Keresztvitel),
- La Crucifixion (Kálvária),
- La Résurrection (Feltámadás)[1].

La Visitation.
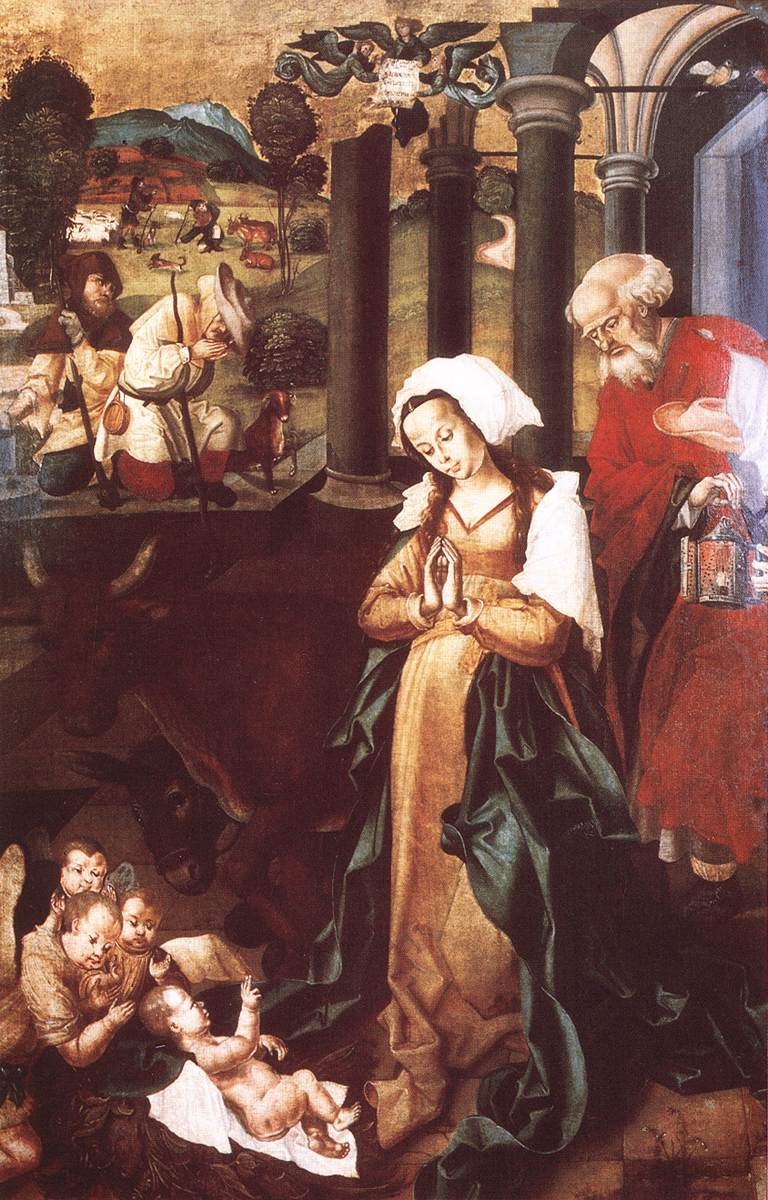
La Nativité.
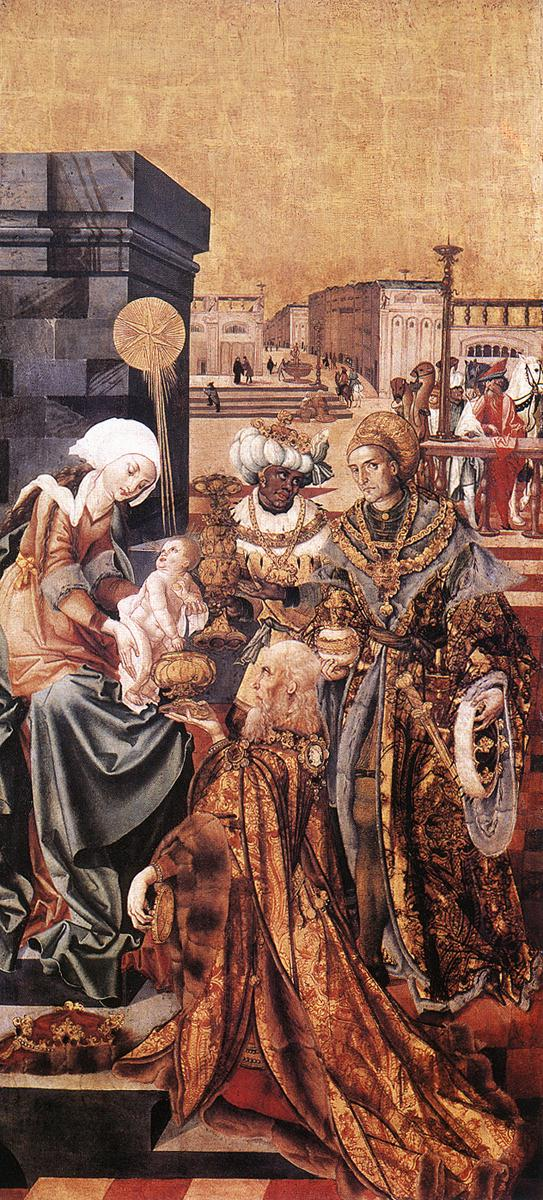
L'Adoration des mages.
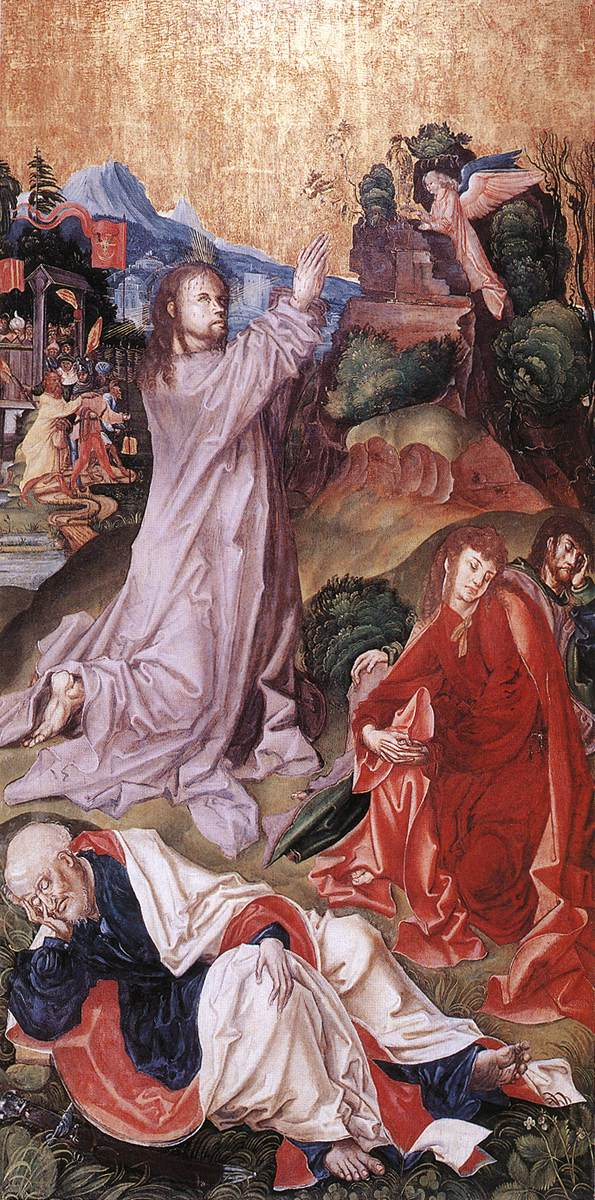
Le Mont des Oliviers.
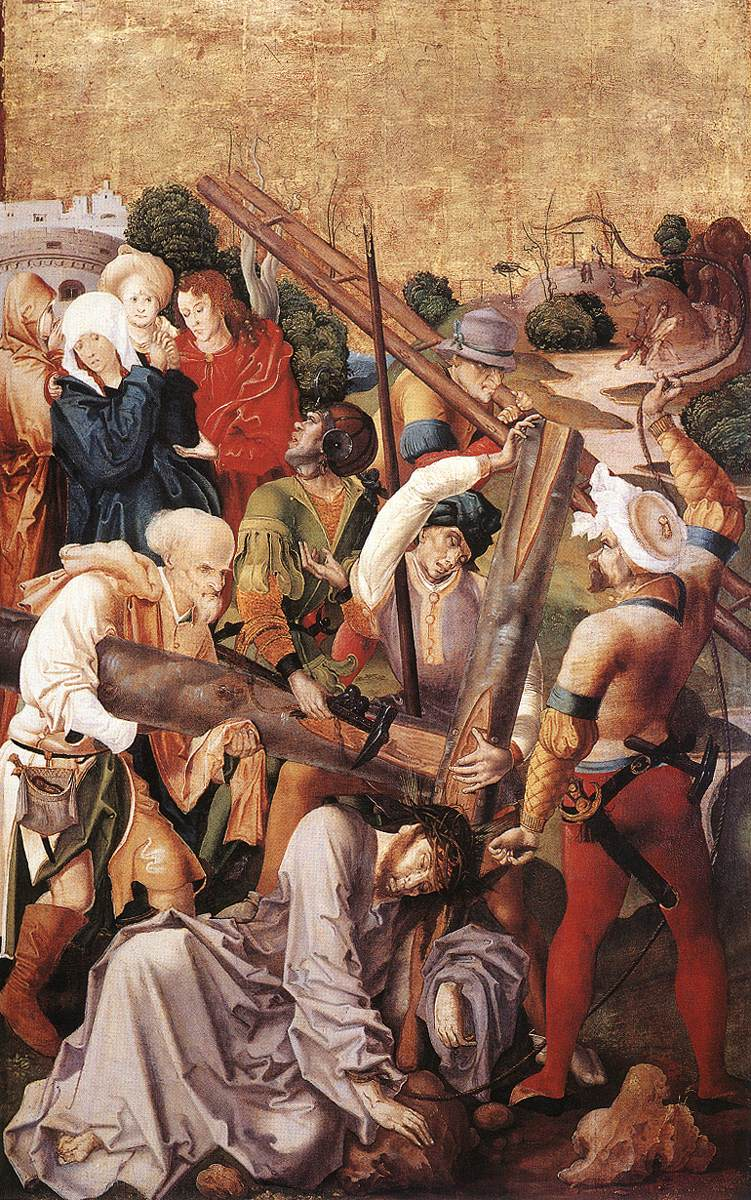
Le Portement de croix.
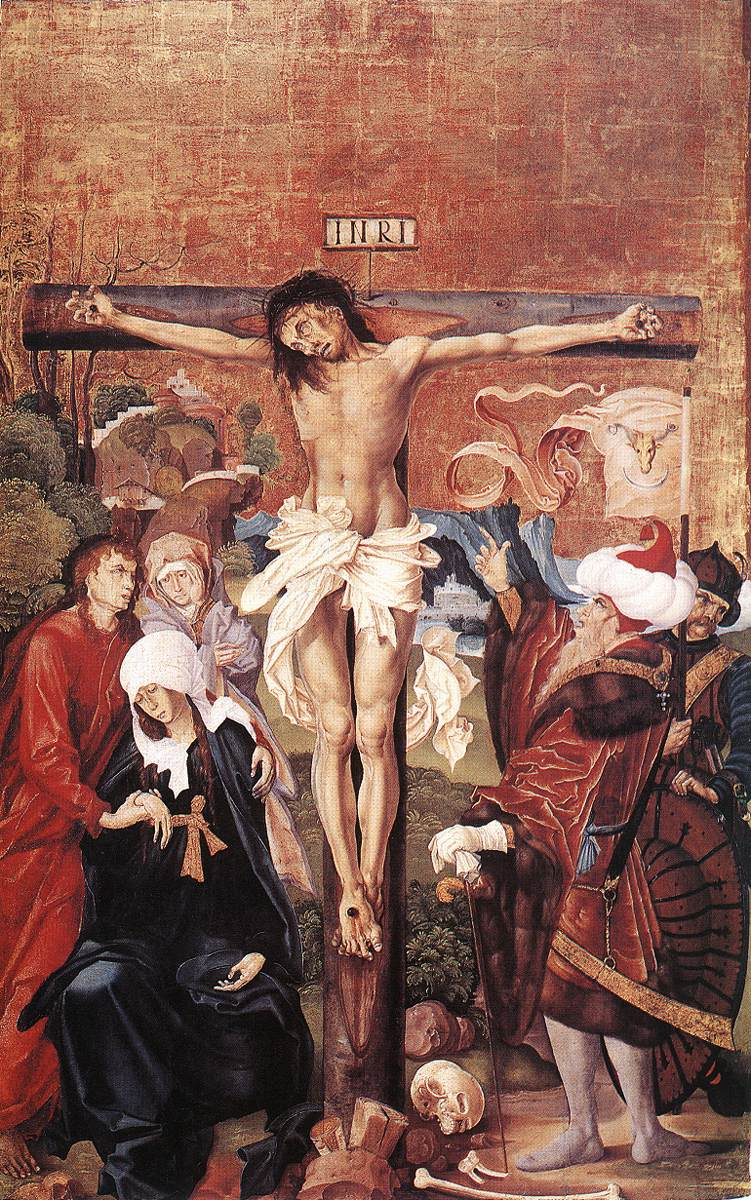
La Crucifixion.
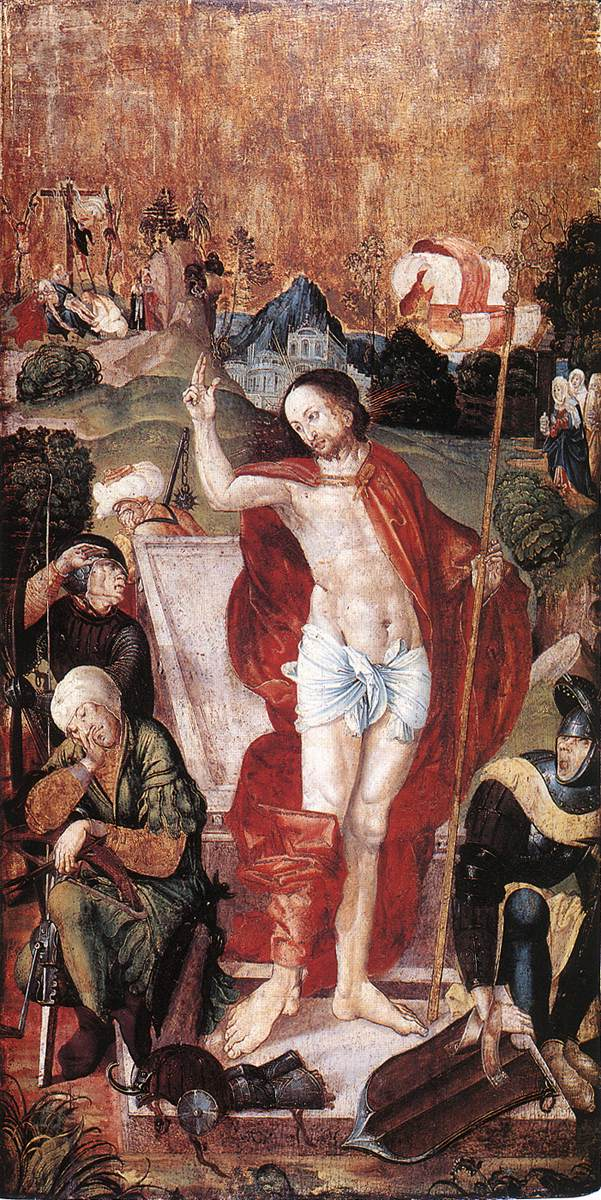
La Résurrection.